# 尼克拉斯·亚尔马松
尼克拉斯·亚尔马松（瑞典語：Niklas Hjalmarsson，1987年6月6日—），生于埃克舍，瑞典男子冰球运动员。他曾代表瑞典参加2014年冬季奥林匹克运动会冰球比赛，获得一枚银牌。